# Wegealgebra
In der Mathematik liefern Wegealgebren eine Möglichkeit, Darstellungen von Köchern als Moduln aufzufassen und somit Ergebnisse, die für Moduln bekannt sind, auch auf Darstellungen von Köchern zu übertragen. Damit folgt zum Beispiel, dass jede endlich-dimensionale Darstellung eines endlichen Köchers ohne orientierte Kreise isomorph ist zu einer direkten Summe von unzerlegbaren Darstellungen (durch einfache Anwendung des Satzes von Krull-Remak-Schmidt).
Ein Weg (oder Pfad) in einem Köcher (=gerichteten Graphen) {\displaystyle Q} ist eine Folge {\displaystyle a_{1}a_{2}a_{3}\ldots a_{n}} von Pfeilen {\displaystyle a_{i}}, so dass die Spitze des {\displaystyle (i+1)}-ten Pfeils den Anfang des {\displaystyle i}-ten Pfeils bildet, wobei Wege von rechts nach links hintereinandergehängt werden. 
Die Wegealgebra (oder Pfadalgebra) {\displaystyle KQ} zu {\displaystyle Q} ist eine Algebra über einem Körper {\displaystyle K} und wie folgt definiert: Als Vektorraum ist sie der {\displaystyle K}-Vektorraum, der als Basis alle Wege in {\displaystyle Q} hat, wobei die Multiplikation zweier Wege als Hintereinanderschaltung der Wege gegeben ist, falls man sie aneinanderhängen kann. Stimmt das Ende eines Weges {\displaystyle \beta } nicht mit dem Anfang des Weges {\displaystyle \alpha } überein, so setzt man das Produkt {\displaystyle \alpha \beta } gleich Null. (Man beachte, dass auch das „Stehenbleiben“ an einem Punkt {\displaystyle i} einen Weg definiert, den trivialen Weg zum Punkt {\displaystyle i}.)
So erhält man eine assoziative Algebra über dem Körper {\displaystyle K}. Die Algebra besitzt genau dann ein Einselement, wenn der Köcher {\displaystyle Q} nur endlich viele Punkte hat, nämlich die Summe aller trivialen Wege zu allen Punkten. In diesem Fall kann man die {\displaystyle KQ}-Moduln auf natürliche Weise mit Darstellungen von Köchern identifizieren.
Hat der Köcher {\displaystyle Q} nur endlich viele Punkte und Pfeile und gibt es keine orientierten Kreise in ihm, so ist {\displaystyle KQ} eine endlich-dimensionale erbliche Algebra über {\displaystyle K}.